# 庾佩玉
庾佩玉（？—478年4月6日），表字不詳，潁川鄢陵人。東晉司空庾冰的五世孫。南朝宋長沙內史、行湘州事，沈攸之起事期間被殺。

## 生平
王蘊在平定桂陽王劉休範叛亂後獲任命為寧朔將軍、湘州刺史，而庾佩玉就以寧朔長史、長沙內史身份隨其外任湘州。昇明元年（477年），王蘊以母憂罷職，朝廷以南陽王劉翽以南中郎將調任湘州刺史，而在劉翽到任之前的間隙暫時由庾佩玉行湘州事。那時執政的蕭道成一直防備荊州刺史沈攸之，就派了中兵參軍、臨湘令韓幼宗領兵協防湘州，但庾佩玉和韓幼宗卻鬧不和。同年年末，沈攸之自荊州起兵討伐蕭道成，庾佩玉當時欲保州自守，也與韓幼宗互不信任，於是先一步襲殺韓幼宗。被蕭道成派往討伐沈攸之的平西將軍黃回在翌年春季到達郢州，並以輔國將軍任候伯任湘州行事，任候伯到湘州後認為庾佩玉立場不定，就將他殺掉，並將其首級傳到建康。

## 子女
- 庾沙彌，南梁官員，以孝聞名[4]。